# Pochutla, Ahuacuotzingo
Pochutla är en ort i Mexiko.   Den ligger i kommunen Ahuacuotzingo och delstaten Guerrero, i den sydöstra delen av landet, 200 km söder om huvudstaden Mexico City. Pochutla ligger 1 156 meter över havet och antalet invånare är 1 201.
Terrängen runt Pochutla är huvudsakligen kuperad. Pochutla ligger nere i en dal. Runt Pochutla är det glesbefolkat, med 18 invånare per kvadratkilometer. Närmaste större samhälle är Alpuyecancingo de las Montañas, 5,0 km öster om Pochutla. I omgivningarna runt Pochutla växer huvudsakligen savannskog.